# 알베르빌

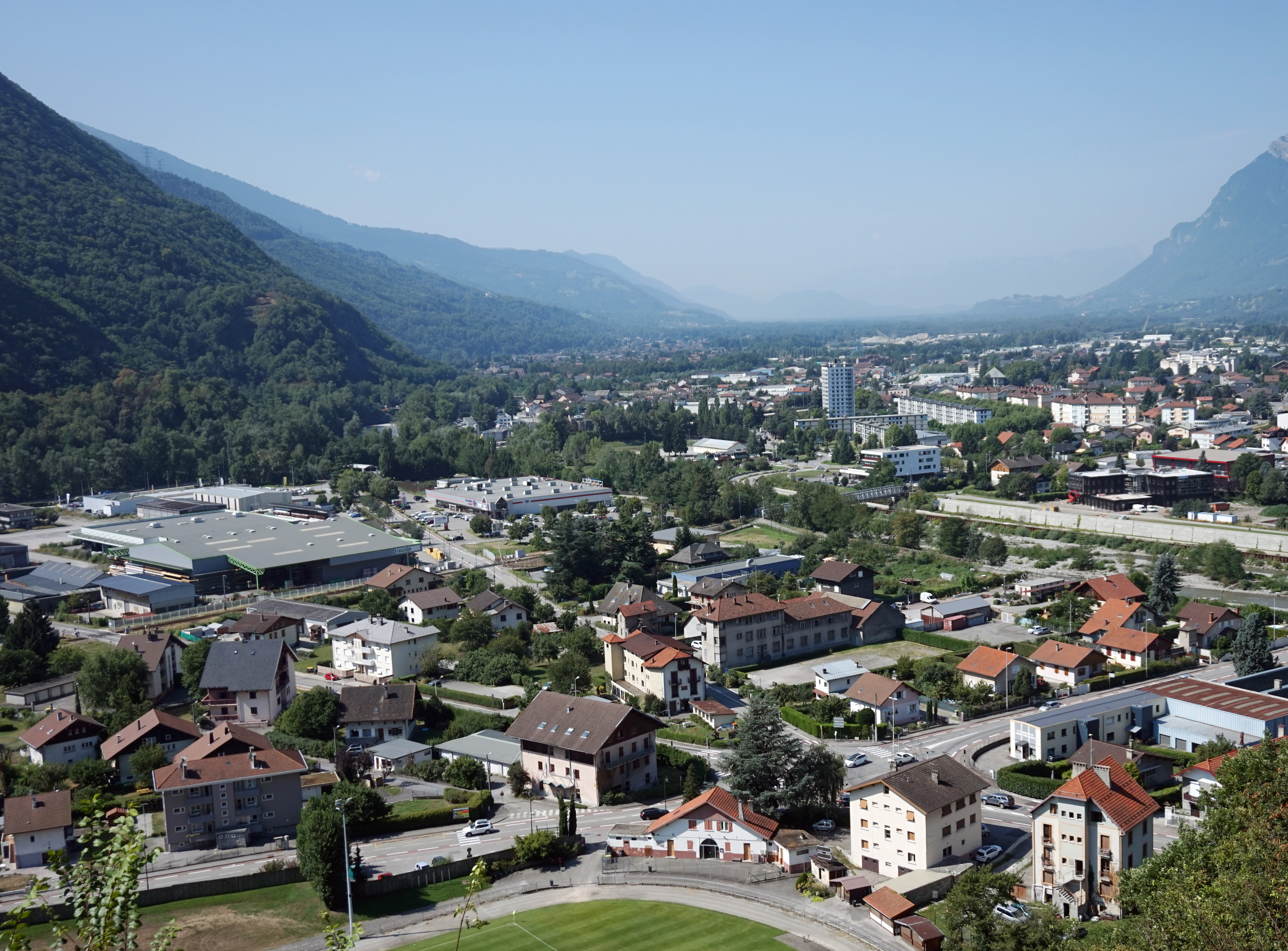
알베르빌

알베르빌(프랑스어: Albertville, 프랑코프로방스어: Arbèrtvela)은 프랑스 동남부 론알프 지방에 있는 도시이다. 인구 17,340(1999). 사부아주에 속하며, 알프스산맥 기슭, 이탈리아·스위스 국경 근처에 있다. 부근에 스키장이 많으며, 1992년 제16회 동계 올림픽이 이 곳에서 열렸다.

## 인구
| 연도 | 인구   | ±%    |
| ---- | ------ | ----- |
| 2006 | 18,009 | —     |
| 2007 | 17,814 | −1.1% |
| 2008 | 18,480 | +3.7% |
| 2009 | 18,967 | +2.6% |
| 2010 | 18,876 | −0.5% |
| 2011 | 18,832 | −0.2% |
| 2012 | 19,271 | +2.3% |
| 2013 | 19,071 | −1.0% |
| 2014 | 18,950 | −0.6% |
| 2015 | 18,969 | +0.1% |
| 2016 | 19,055 | +0.5% |

## 같이 보기
- 사부아주의 코뮌 목록
- 1992년 동계 올림픽